# Tercera División de Ascenso de la UAR 1969
El Campeonato de Tercera División de Ascenso de la UAR 1969 fue la edición del año para el torneo de tercera categoría de rugby de la Capital Federal y alrededores, bajo el control de la Unión Argentina de Rugby

## Sistema de disputa
Los 9 equipos se enfrentan entre sí con un formato de todos contra todos a dos ruedas. Una victoria otorga dos puntos, un empate otorga uno y una derrota, ninguno. El equipo con la mayor cantidad de puntos sale campeón.

### Ascensos y descensos
Por la reestructuración del sistema de torneos para el año próximo, el que saliese campeón y el subcampeón ascendieron a la División Superior. Los demás pasaron a formar parte de la nueva División de Ascenso.

### Cambios de categoría
| Pos. | Descendidos de 2.ª División |
| ---- | --------------------------- |
| 10.º | Los Sauces                  |

| Pos. | Ascendidos a 2.ª División |
| ---- | ------------------------- |
| 1.º  | Olivos                    |

| Pos. | Descendidos a 3.ª de Ascenso |
| ---- | ---------------------------- |
| 6.º  | Old Philomanthian            |
| 11.º | Manuel Belgrano              |

| Pos. | Ascendidos de 3.ª de Ascenso |
| ---- | ---------------------------- |
| 1.º  | YPF                          |

## Tabla de posiciones
| Pos. | Equipo                    | Encuentros | Encuentros | Encuentros | Encuentros | Tantos | Tantos | Tantos | Puntos |
| Pos. | Equipo                    | PJ         | PG         | PE         | PP         | F      | C      | Dif    | Puntos |
| ---- | ------------------------- | ---------- | ---------- | ---------- | ---------- | ------ | ------ | ------ | ------ |
| 1.º  | Liceo Militar             | 16         | 14         | 0          | 2          | 364    | 57     | +307   | 28     |
| 2.º  | Liceo Naval               | 16         | 12         | 0          | 4          | 274    | 150    | +124   | 24     |
| 2.º  | Banco Nación              | 16         | 12         | 0          | 4          | 257    | 133    | +124   | 24     |
| 4.º  | YPF                       | 16         | 9          | 1          | 6          | 152    | 163    | -11    | 19     |
| 5.º  | Universitario de La Plata | 16         | 7          | 3          | 6          | 138    | 201    | -63    | 17     |
| 6.º  | Lomas                     | 16         | 5          | 2          | 9          | 143    | 168    | -25    | 12     |
| 7.º  | Hurling                   | 16         | 4          | 0          | 12         | 122    | 296    | -174   | 8      |
| 8.º  | Daom                      | 16         | 2          | 3          | 11         | 100    | 240    | -140   | 7      |
| 9.º  | Banco Hipotecario         | 16         | 2          | 1          | 13         | 100    | 242    | -142   | 5      |

|  | Campeón. Asciende a la División Superior |
|  | Desempate por el segundo puesto          |

### Desempate por el segundo puesto
| 1969 | Liceo Naval | 11–6 | Banco Nación |  |  |

- Liceo Naval ascendió a la División Superior.

## Campeón
| Liceo Militar Campeón |